# Мавзолей Галли Плацідії
Мавзолей Галли Плацидії — (італ. Mausoleo di Galla Placidia) — хрестокупольна споруда, розташована поруч з базилікою Сан-Вітале в Равенні
Мавзолей збудований приблизно в другій чверті V століття та оздоблений найдавнішими зі збережених равеннських мозаїк. Хоча споруда приписується Галлі Плацидії, дочці імператора Феодосія Великого, мавзолей не став місцем її поховання. У 1996 році мавзолей в числі інших ранньохристиянських пам'яток Равенни був включений в число об'єктів Всесвітньої спадщини під № 788.

## Історія мавзолею
Мавзолей довгий час служив ораторієм при палацовій базиліці Санта-Кроче.
Ймовірно, він був капелою-молитовнею великомученика Лаврентія, який був найшанованішим святим в роду Галли Плацідії та чиє зображення поміщено в люнеті навпроти входу.
Споруда, незважаючи на мозаїки, пов'язані з заупокійним культом, не стала місцем поховання Галли Плацідії — вона померла 27 листопада 450 року в Римі і, більш ніж ймовірно, була похована в родовій усипальниці імператора Феодосія Сан-Петроніла недалеко від собору святого Петра. Ні один античний історик не згадував про поховання імператриці в Равенні, мовчить про це і Андрео Аньєллі у своїй хроніці «Liber Pontificalis EcclesiaeRavennatis». Наявні в мавзолеї саркофаги приписували самій Галлі та її найближчим родичам, проте, на думку ряду дослідників, спочатку вони не перебували в ньому. Перший раз про них згадує у XIV столітті єпископ Рінальдо да Конкореджіо. Після XIV століття численні джерела вже впевнено називають будівлю мавзолеєм Галли Плацідії. Серед можливих причин цього можна назвати, як певну зовнішню схожість мозаїк мавзолею з мозаїками римської церкви Санта-Констанца (місцем поховання однієї з дочок Костянтина Великого), так і незвичну форму поховання тіла в одному з саркофагів (тіло було посаджено на кипарисовий трон).

## Архітектурні особливості
Будівля побудована в техніці ломбардської цегляної кладки. Зовнішній вигляд нагадує фортечну будівлю, що підкреслюється товстими стінами і вузькими вікнами. Пропорції будівлі трохи спотворилися через те, що за минулі століття культурний шар піднявся на 1,5 метра. Мавзолей на плані виглядає як латинський хрест (довга вісь — 12,75 м, поперечна — 10,25 м).
Середохрестя увінчане кубічною вежею, в яку зсередини вписаний купол, невидимий ззовні будівлі.
Довга вісь будівлі спрямована не по лінії захід — схід, як зазвичай прийнято в християнських храмах, а по лінії північ-південь. Дослідники пояснюють цю особливість тим, що при будівництві мавзолей вписували в нартекс церкви Санта-Кроче.
Таку архітектурну помилку двічі виправляли мозаїсти, орієнтуючи мозаїки всередині мавзолею на схід.
Зовнішній аскетичний вигляд мавзолею прикрашають тільки плоскі вертикальні виступи — лопатки, з'єднані з плоскими арками («глуха аркада»).
Останні своїм ритмічним чергуванням пожвавлюють зовнішній вигляд трьох сторін мавзолею.
Четвертий (північний) головний фасад прикрашений фризом з двома пантерами і виноградними лозами.
Чотирнадцять вікон мавзолею мають форму бійниць та розширюються всередину будівлі. У 1908 році вікна були зашиті алебастровими плитами — даром італійського короля Віктора Еммануїла III.

## Особливості інтер'єру
Гілки «хреста» (всередині як рівнокінцевого) перекриті циліндричними склепіннями, а центральний простір увінчаний важким куполом на «вітрилах» без барабана. Всі поверхні купола, арок і люнет покриті мозаїками. Реставраційні роботи, проведені на рубежі XIX–XX століть, ще дужче посилили м'який і стриманий настрій, який створюють мозаїки.
Таким чином світло, що проникає в мавзолей крізь невеликі вузькі вікна, набуває золотого відтінку через те, що проходить через алебастрові плити, якими зашили вікна в 1908 році.
Враження від золотистого світла підсилюють жовтуваті мармурові плити, якими нижня частина стін була облицьована в кінці XIX століття.

## Мозаїки
Мозаїчне оздоблення мавзолею відрізняється рідкісною пишнотою і ставить його в ряд найважливіших пам'ятників ранньохристиянського мистецтва. Мозаїки, хоч і присвячені різним сюжетам, утворюють органічно єдине ціле. Всі вони наслідують античну римсько-елліністичну мозаїчну традицію, хоча походження самих майстрів залишається спірним (на думку деяких дослідників, мозаїсти могли бути родом з Риму, Медіолану, Константинополя, Сирії, Африки). В мозаїках римська художня спадщина з її ретельно виконаними деталями та пластичними фігурами злилася з християнським прагненням до абсолютності і трансцендентності, що створило неповторний мозаїчний ансамбль.

### Мозаїки зводу і стелі
У центрі напівсферичного купола поміщений золотий латинський хрест, який оточений 800 золотими зірками, об'єднаними в концентричні кола. Хрест і зірки поміщені на синьому тлі, реалістично зображаючи нічне небо. Ця мозаїка демонструє торжество Христа над смертю, Його абсолютну владу над створеним світом. Христос символічно показаний як Сонце правди (Мал. 4:2), оточене Його вірними, освіченими ним і сяючими в світі Його світлом (Мф. 5:16). Мозаїка вказує на Христа як на невечірнє світило (Зах. 14: 6-7), яке не може осягнути тьма (Ін. 1: 4-5). Христос є змістом і центром існування всесвіту, готовим і бажаючим об'єднати навколо себе все людство. Підкреслюючи високий сенс мозаїки, художник направив довгий кінець хреста не вздовж довгої осі мавзолею (тобто по лінії північ-південь), а на схід, у бік якого традиційно орієнтувалися вівтарі в християнських храмах.
В хоровод зірок включаються євангелісти по кутках зводу, представлені їх золотими символічними зображеннями: левом (Марк), телям (Лука), орлом (Іван Богослов) і ангелом (Матвій).
Стеля в «гілках» мавзолею покрита складним мозаїчним орнаментом, що символізує райський сад. На темно-синьому тлі розкидані кола, зірки і квіти. Такий орнамент є незвичайним для західної частини Римської імперії, щось подібне можна знайти тільки в римській церкві Санта-Констанца.

### Апостоли
У верхніх люнетах по боках від вікон розміщено парні зображення восьми апостолів з дванадцяти. Так як в середині кожного з чотирьох люнетів знаходиться вікно, мозаїст був поставлений перед вибором: зобразити всіх 12 апостолів і порушити симетрію (в цьому випадку в кожному люнеті два апостола виявлялися б по праву сторону вікна і тільки один — по ліву), або зберегти симетрію, пожертвувавши чотирма апостолами. Прагнення до симетрії перемогло: «Зайві» чотири апостоли витіснені в «гілки» мавзолею.
Учні Христа зображені у повний зріст з руками, піднятими до зображеного на стелі хреста, висловлюючи євангельський заклик Ісуса: «візьми хрест свій і йде за Мною» (Мф. 16:24). Апостоли зображені в сенаторських тогах, їх рука піднята вгору в традиційному сенаторському жесті вітання. Всі апостоли наділені специфічним портретними рисами, хоча зважаючи того, що іконографічний канон в V столітті ще не сформувався, пізнати зображених персонажів неможливо. Винятками є апостоли Петро (зображений з ключами) і Павло (високе чоло, типові єврейські риси).
Апостоли зображені так, що продовжують поворотами своїх фігур розпочатий в мозаїці купола круговий рух. Він завершується в східному люнеті, де зображені апостоли Петро і Павло.
Тут, як і в мозаїці купола, заради направлення на Схід художник порушив логіку в архітектурі будівлі (довга вісь якої орієнтована по лінії північ-південь).
Під вікном у кожному люнеті, тобто між фігурами апостолів, розміщені мозаїчні зображення чаш або фонтанів, з яких п'є (або поруч з якими сидить) пара голубів. Це — ранньохристиянське (часто зустрічається в катакомбах) символічне зображення душ, які п'ють з джерела живої води в раю.

### Добрий Пастир— мозаїка північного люнету
Мозаїка північного нижнього люнета (стіна над входом). Дослідники відзначають, що сюжет мозаїки часто зустрічається в християнських катакомбах і відноситься до категорії заупокійних.
Ісус зображений в образі молодого безбородого юнака-пастуха, навколо якого по зеленій траві гуляють вівці. Месія лагідно торкається до однієї з них. На відміну від катакомбного живопису, де Пастир був звичайним сільським пастухом, тут Ісус одягнений у золотий хітон, а на колінах лежить пурпурний плащ. Він сидить на пагорбі (образ трону), тримаючи в руці хрест, який виступає в ролі імператорського жезла. Академік В. Н. Лазарев зазначає величну позу Христа: його ноги схрещені, права рука торкається голови овечки, але погляд при цьому звернений в інший бік.
Завдяки такій позі, Пастир стає смисловим центром мозаїки: він бачить всіх своїх овець, і всі вівці дивляться на нього.
Для мозаїки характерні тонкі переходи кольору, використання напівтонів для зображення шкіри. Все це поряд з мозаїкою, яка обрамляє пишну раму свідчить про вплив античного мистецтва.

### Мозаїка південного люнета
У південному нижньому люнеті поміщена мозаїка наступного змісту. Праворуч людина в білому одязі, з хрестом і книгою в руках йде до центру мозаїки. Зліва в розкритій шафі на полицях лежать чотири книги, підписані Матвій, Марко, Лука та [Іван Богослов|Іван]], тобто чотири Євангелія. У центрі мозаїки під ґратами палає вогонь. Оскільки головний герой мозаїки не підписаний, висловлюється кілька версій, які пояснюють значення мозаїки.
- Людина в білому одязі — Христос у Своєму другому пришесті. У цьому випадку книга, яку Він тримає в руках, тлумачиться як одна з книг, згідно з якими будуть судимі живі і мертві (Об. 20:12). Вогонь в центрі стає знаком геєнни вогненної.
- У білому одязі зображений Ангел з «книжкою розкритою» (Об. 10: 1), що оголошує день Страшного суду.
- Людина в білому одязі — один з Отців Церкви, готовий кинути у вогонь єретичні писання[19].
- Найпоширеніша версія — на мозаїці зображений святий Лаврентій, що йде прийняти смерть на палаючому в центрі композиції багатті. Його одяг, який розвівається на вітрі, демонструє бажання мученика прийняти смерть за Христа, а решітка в цьому випадку легко тлумачиться як знаряддя його страти. Хрест у руках мученика пояснюється як процесійний хрест, а книга — Псалтир, ці два предмети вказують на дияконський сан Лаврентія. В комбінації з Євангеліями, що лежать в шафі, хрест і книга в руках Лаврентія символізують те, що він прийняв мучеництво наслідуючи Христа і засвоївши Його вчення.[20]

### Мозаїки в західній і східній «гілках»
У західній та східній «гілках» мавзолею, за саркофагами, можна побачити ще дві символічні ранньохристиянські мозаїки. На них пара оленів жадібно п'є з джерела. Сюжет мозаїки навіяний віршами 41 псалма: "Як лань прагне до водних потоків, так прагне душа моя до Тебе, Боже!" (Пс. 41: 2).
Традиційно пара оленів тлумачиться як символічне зображення християн, які перейшли в християнство з юдеїв і язичників. Цей сюжет зустрічався в катакомбах і активно використовувався згодом (Наприклад, у вівтарній мозаїці в римській базиліці Сан-Клементе).

## Саркофаги
В інтер'єрі — три саркофаги з грецького мармуру, приписувані самій Галлі Плацидії, її синові
Валентиніану і другому чоловіку Констанцію III.
- Саркофаг Галли Плацидії — займає центральне місце, позбавлене будь-якого декору і ймовірно є незакінченим. З урахуванням незвично великих розмірів саркофага і відсутності на ньому будь-якої християнської символіки, монумент приписується багатому і знатному язичнику. Можливість поховання в ньому Галли Плацидії відкидається сучасними істориками. Тим не менш, джерела XIV — XVI століть (у тому числі, архієпископа Равенни Рінальдо да Конкореджіо) стверджують, що через велике вікно в задній частині саркофага (зараз замуроване) можна було побачити похоронене там тіло, що було посаджене на кипарисовий трон. Ймовірно, мова йде про тіло, похоронене таким незвичайним чином не раніше XIII -XIV століття з можливим наміром імітувати останки Августи. У 1577 році місцеві хлопчаки з цікавості просунули через вказане вікно саркофагу палаючі свічки, які доторкнувшись кипарисового трону, викликали пожежу. Внаслідок пожежі, у саркофазі збереглися лише декілька кісток, череп і обвуглені шматки дерева, виявлені там при дослідженнях саркофагу в 1577 і 1898 роках[11].
- Саркофаг Констанція — створення датується V століттям, встановлений в лівій гілці «хреста». На його передній стінці зображений Христос в образі агнця, голова його оточена німбом, що містить монограму Христа — переплетені грецькі букви Χ і Ρ. Агнець стоїть на скелі, з якої течуть чотири потоки, що зображують чотири ріки Едему. Праворуч і ліворуч від скелі знаходяться два агнця вже без німбів, що символізують апостолів. Ці образи обрамлені двома пальмами та символізують життя праведників. У 1738 саркофаг був розкритий, і дослідники виявили в ньому два добре збережені черепи з зубами[22].
- Саркофаг Валентиніана — датується VI століттям, встановлений в правій гілці «хреста». Має напівциліндричну кришку з лускатим орнаментом. На передній стінці саркофагу, так як і на саркофазі Констанція зображений агнець- Христос, що стоїть біля підніжжя пагорба, з якого течуть чотири райські ріки, пагорб увінчаний хрестом, на перекладині якого сидять два голуби. На бічних стінках зображено хрест з раковиною (часто використовувався в катакомбному живописі, як символ смерті, з якої відроджується життя). У 1738 році цей саркофаг також був розкритий, в ньому були виявлені кісткові останки чоловіка і жінки[22].